# Goran Gavrančić
Goran Gavrančić, cyr. Горан Гавранчић (ur. 2 sierpnia 1978 w Belgradzie) – serbski piłkarz grający na pozycji bocznego lub środkowego obrońcy.

## Kariera piłkarska

### Kariera klubowa
Gavrančić pochodzi ze stolicy Serbii, Belgradu i tam też stawiał swoje pierwsze piłkarskie kroki w małym klubie FK Vinča, a potem jako starszy junior trafił do młodzieżowej drużyny słynnej Crvenej Zvezdy Belgrad. Jednak jego kariera w tym klubie zakończyła się tylko na tym szczeblu. W zespole „Czerwonej Gwiazdy” trenerzy nie poznali się na jego talencie i Goran trafił do innego belgradzkiego zespołu, dużo mniej utytułowanego, FK Čukarički. W barwach tego klubu zadebiutował w pierwszej lidze w 1998 roku mając niespełna 20 lat. W całym sezonie Gavrančić 6 razy wybiegł na boisko. Niestety zespół Čukaričkiego zajął przedostatnie miejsce w lidze, a następnie po barażach spadł do 2. ligi. Po roku, z rezerwowym Gavrančiciem w składzie, Čukarički powrócił w szeregi pierwszoligowców, a w sezonie 1999/2000 zajął wysokie 6. miejsce w Meridian Superlidze, a na wiosnę Goran wreszcie wywalczył miejsce w podstawowym składzie.
Dobre występy jesienią 2000 roku spowodowały, iż Gavrančiciem zainteresowały się kluby z zachodniej Europy. Jednak zimą 2001 Gavrančić wybrał ofertę ukraińskiego Dynama Kijów, do którego ściągnął go słynny Walery Łobanowski sumę około 2 milionów euro. W rundzie wiosennej Gavrančić miał jednak problemy z wywalczeniem miejsca w składzie i rozegrał tylko 6 meczów ligowych, ale mógł czuć się po raz pierwszy w karierze mistrzem kraju. W sezonie 2001/2002 Dynamo nie zdołało wywalczyć prymatu na Ukrainie i musiało zadowolić się tytułem wicemistrza Ukrainy, a Goran przez pewien czas w ogóle nie pojawiał się na boisku z powodu kontuzji. Sezon 2002/2003 był dla kijowian dużo bardziej udany. Zdołali wywalczyć dublet, a Gavrančić rozegrał całkiem niezły sezon, zdobywając 4 gole w 23 ligowych meczach i został uznany najlepszym obrońcą ligi ukraińskiej. Także w kolejnym sezonie (2003/2004) Gavrančić z Dynamem mógł świętować mistrzostwo kraju i po raz drugi z rzędu reprezentował Dynamo w Lidze Mistrzów, jednak znów nie udało się wyjść klubowi z Kijowa z grupy. W sezonie 2004/2005 Gavrančić nie oddawał miejsca w składzie, ale mistrzem został tym razem konkurent Dynama, Szachtar Donieck. Na pocieszenie pozostało zdobycie Pucharu Ukrainy. Na początku sezonu 2005/2006 Gavrančić doznał kontuzji, która wykluczyła go z gry na kilka miesięcy, toteż rozegrał tylko połowę meczów w sezonie, a jedynym sukcesem klubu było ponowne zdobycie krajowego pucharu. Sezon 2006/2007 Gavrančić rozpoczął już znów jako podstawowy obrońca drużyny i zdołał awansować z Dynamem po raz kolejny do fazy grupowej Ligi Mistrzów. W 2008 został wypożyczony do greckiego PAOK FC. Od 2009 bronił barw rodzimego Partizana Belgrad. We wrześniu 2010 ogłosił o zakończeniu kariery piłkarskiej w chińskim klubie Henan Construction.
| Sezon   | Klub         | Kraj                           | Rozgrywki                            | Mecze | Bramki |
| ------- | ------------ | ------------------------------ | ------------------------------------ | ----- | ------ |
| 1997/98 | FK Čukarički | Jugosławia                     | Meridijan Superliga                  | 6     | 0      |
| 1998/99 | FK Čukarički | Jugosławia                     | Meridijan Superliga                  | 12    | 0      |
| 1999/00 | FK Čukarički | Jugosławia                     | Meridijan Superliga                  | 23    | 0      |
| 2000/01 | FK Čukarički | Jugosławia                     | Meridijan Superliga                  | 16    | 1      |
| 2000/01 | Dynamo Kijów | Ukraina                        | Ukraińska Wyszcza Liha               | 6     | 1      |
| 2001/02 | Dynamo Kijów | Ukraina                        | Ukraińska Wyszcza Liha               | 17    | 4      |
| 2002/03 | Dynamo Kijów | Ukraina                        | Ukraińska Wyszcza Liha               | 23    | 4      |
| 2003/04 | Dynamo Kijów | Ukraina                        | Ukraińska Wyszcza Liha               | 28    | 6      |
| 2004/05 | Dynamo Kijów | Ukraina                        | Ukraińska Wyszcza Liha               | 25    | 2      |
| 2005/06 | Dynamo Kijów | Ukraina                        | Ukraińska Wyszcza Liha               | 15    | 4      |
| 2006/07 | Dynamo Kijów | Ukraina                        | Ukraińska Wyszcza Liha               | 11    | 0      |
| 2007/08 | Dynamo Kijów | Ukraina                        | Ukraińska Wyszcza Liha               | 11    | 0      |
| 2007/08 | PAOK FC      | Grecja                         | Alpha Ethniki                        | 7     | 0      |
| 2008/09 | FK Partizan  | Serbia                         | Meridijan Superliga                  | 12    | 0      |
| 2009/10 | FK Partizan  | Serbia                         | Meridijan Superliga                  | 3     | 0      |
|         |              | Łącznie w Meridijan Superlidze | 54                                   | 1     |        |
|         |              |                                | Łącznie w Ukraińskiej Wyszczej Lidze | 125   | 21     |
|         |              |                                | Łącznie w Alpha Ethniki              | 7     | 0      |

### Kariera reprezentacyjna
W reprezentacji Serbii i Czarnogóry Gavrančić zadebiutował 13 lutego 2002 roku w wygranym 2:1 meczu z reprezentacją Meksyku. Jednak pewne miejsce w składzie serbskiej kadry wywalczył dopiero w kwalifikacjach do Mistrzostw Świata w Niemczech (wcześniej brał tylko udział w 2 meczach nieudanych dla Serbów eliminacji do Euro 2004 i grał głównie w meczach towarzyskich), podczas których Gavrančić był szczególnie chwalony, gdyż Serbia w 10 meczach straciła tylko jednego gola, a Goran był częścią bloku defensywnego, tzw. słynnej czwórki, w której grał z Nemanją Vidiciem, Mladenem Krstajiciem i Ivicą Dragutinoviciem. Na mistrzostwach jednak nie było już tak dobrze i Serbowie po 3 porażkach zajęli ostatnie miejsce w grupie. Gavrančić zagrał we wszystkich 3 meczach w pełnym wymiarze czasowym (z Holandią 0:1, Argentyną 0:6 i Wybrzeżem Kości Słoniowej 2:3). Po mistrzostwach nowym selekcjonerem został Hiszpan Javier Clemente, ale zdecydował się przebudować serbską defensywę i nie widzi on miejsca w składzie w nowo powstałej reprezentacji Serbii dla Gavrančicia.

## Sukcesy
- Mistrzostwo Ukrainy: 2003, 2004
- Puchar Ukrainy: 2003, 2005, 2006
- Superpuchar Ukrainy: 2004, 2006
- Awans i występy na Mistrzostwach Świata 2006 w Niemczech
- Awans do Ligi Mistrzów z Dynamem
- Tytuł najlepszego obrońcy w lidze ukraińskiej: 2003